# Audrey Michael
Audrey Michael, née le 11 novembre 1949 à Genève, est une cantatrice et soprano suisse.

## Biographie
Fille du chef d'orchestre Jean-Marie Auberson et d'une mère professeur de piano, Audrey Michael (née Auberson) a grandi dans un environnement consacré à la musique. Comme ses frères, Pascal et Antoine, Audrey Michael fait de la musique sa profession. Elle commence ses études de chant et de danse à Lausanne, avant de partir en 1969 pour Milan, où elle étudie le chant pendant deux ans, avant de terminer son cursus au Conservatoire supérieur de Hambourg. Elle y obtient son diplôme en 1976. Engagée comme soprano à l'opéra de cette même ville, elle y entame une carrière de cantatrice de renommée internationale. Très attirée par le répertoire de Monteverdi, elle y interprète cependant aussi des rôles dans des opéras de Mozart (Les Noces de Figaro, La Flûte enchantée) ou de Debussy (Pelleas et Mélisande).
Après cinq années passées à Hambourg, elle part pour Düsseldorf, où elle rejoint la troupe de la Deutsche Oper am Rhein de 1981 à 1986. Durant cette période, elle fait la connaissance de Michel Corboz, sous la direction duquel elle donne trois représentations de l'Orfeo de Monteverdi à Buenos Aires, en 1983. En 1984, elle est invitée par le chef Herbert von Karajan pour jouer dans la production de Parsifal au Festival de Pâques de Salzbourg. Elle chante également la version enregistrée de l'opéra avec l'orchestre philharmonique de Berlin pour la Deutsche Grammophon Gesellschaft. De retour en Suisse aux environs des années 1990, Audrey Michael obtient le premier rôle dans Iphigénie en Tauride de Gluck au Théâtre municipal de Lausanne. Particulièrement appréciée pour son jeu de scène, elle prend part à de nombreux opéras filmés dont Les aventures du Roi Pausole d'Arthur Honegger ou L'Orfeo de Monteverdi, dirigé par Michel Corboz et filmé par Claude Goretta lors du Festival d'Aix-en-Provence en 1986.
À côté de ses talents scéniques, Audrey Michael est aussi connue pour ses activités de concertiste : elle a ainsi sorti en première mondiale, en 2000, un album de mélodies du compositeur Emile Jaques-Dalcroze pour chant et piano.

## Sources
- « Audrey Michael », sur la base de données des personnalités vaudoises sur la plateforme « Patrinum » de la Bibliothèque cantonale et universitaire de Lausanne.
- Bernasconi, Jacques, « Spectacle de toute beauté », 24 Heures, 1986/05/30.
- Pousaz, Eric, « Au TML, Iphigénie retrouve le ton tragique du mythe primitif », 24 Heures, 1994/03/15, p. 51.
- « La fratrie Auberson, trois funambules à la recherche du sacré , Le Temps, 2001/11/17.